# Torneio Rio-São Paulo 1933
In 1933 werd het eerste Torneio Rio-São Paulo gespeeld voor clubs uit Rio de Janeiro en São Paulo. De competitie werd gespeeld van 7 mei tot 10 december. Palestra Itália werd kampioen. 

## Eindstand
| Plaats | Club                  | Wed. | W  | G | V  | Saldo | Ptn. |
| ------ | --------------------- | ---- | -- | - | -- | ----- | ---- |
| 1.     | Palestra Itália       | 22   | 17 | 2 | 3  | 67:25 | 36   |
| 2.     | São Paulo da Floresta | 22   | 16 | 2 | 4  | 75:31 | 34   |
| 3.     | Portuguesa            | 22   | 12 | 6 | 4  | 57:33 | 30   |
| 4.     | Bangu                 | 22   | 13 | 3 | 6  | 65:46 | 29   |
| 5.     | Vasco da Gama         | 22   | 10 | 4 | 8  | 44:31 | 24   |
| 6.     | Corinthians           | 22   | 10 | 2 | 10 | 31:51 | 22   |
| 7.     | Fluminense            | 22   | 8  | 4 | 10 | 38:41 | 20   |
| 8.     | America               | 22   | 8  | 2 | 12 | 47:65 | 18   |
| 9.     | Santos                | 22   | 7  | 3 | 12 | 46:57 | 17   |
| 10.    | Bonsucesso            | 22   | 5  | 6 | 11 | 35:50 | 16   |
| 11.    | São Bento             | 22   | 5  | 3 | 14 | 31:52 | 13   |
| 12.    | Ypiranga              | 22   | 2  | 1 | 19 | 23:77 | 5    |

|  | Kampioen |

## Kampioen
| Torneio Rio-São Paulo de 1933 |
| São Paulo                     |
| ----------------------------- |
| PALESTRA ITÁLIA (1º titel)    |